# Georgia Coleman
Georgia Coleman (Estados Unidos, 23 de enero de 1912-Los Ángeles, 14 de septiembre de 1940) fue una clavadista o saltadora de trampolín estadounidense especializada en trampolín de 3 metros, donde consiguió ser campeona olímpica en 1932.

## Carrera deportiva
En los Juegos Olímpicos de 1932 celebrados en Los Ángeles (Estados Unidos) ganó la medalla de oro en los saltos desde el trampolín de 3 metros, con una puntuación de 87 puntos, por delante de sus compatriotas las también estadounidenses Katherine Rawls y Jane Fauntz.